# Stínadla

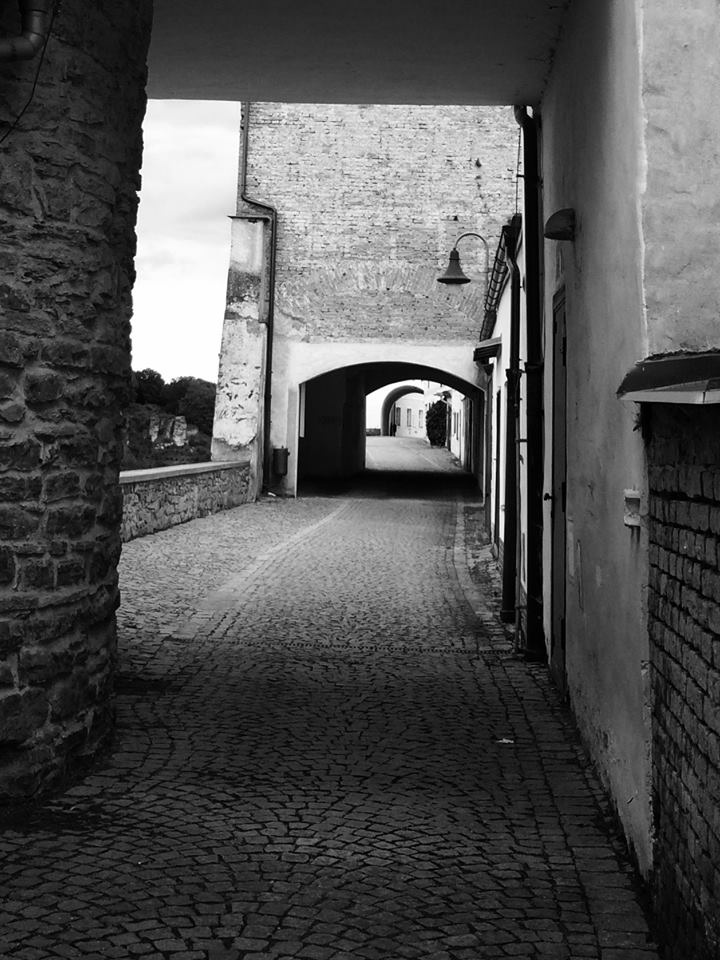
Motiv tajemné stínaldeské čtvrti, v tomto případě na záběru z Nového Města nad Metují

Stínadla jsou nejčastěji chápána jako fiktivní městská čtvrť, kterou vytvořil ve svých knihách spisovatel Jaroslav Foglar. Jedná se o blíže neurčenou chátrající historickou čtvrť s úzkými a křivolakými uličkami, jejíž předobraz byl pravděpodobně v Praze. Celá čtvrť ostře kontrastuje s ostatními čtvrtěmi moderně se rozvíjejícího města. Název je patrně odvozen od dříve zde stojícího popraviště (Stínadla = stínati hlavu), což však román pouze naznačuje. I bez toho jsou však Stínadla místem stínů, protože pro chlapecké výpravy ožívají až večer po setmění. Kluci ze Stínadel vytvořili zvláštní organizaci a říkali si Vontové podle Vojtěcha Vonta, který jako první sjednotil chlapecké party ve Stínadlech. Jejich odznakem byl žlutý špendlík nošený na klopě kabátu. V čele Vontů stál Velký Vont a odznakem jeho náčelnické hodnosti byl hlavolam zvaný ježek v kleci.
V této čtvrti prožívají svá dobrodružství jednak Rychlé šípy v původní trilogii (zamýšlené tetralogii) Jaroslava Foglara. Na jejich děj také volně navazují, nebo se jím s větším či menším úspěchem inspirují, i další autoři.

## Foglarova románová Stínadla (trilogie)
Základem stínadelského fenoménu je trojice Foglarových chlapeckých románů, které se postupně rodily v letech 1940–1986, resp. až 1994.
- Záhada hlavolamu, poprvé 1940–1941
- Stínadla se bouří, poprvé 1947
- Tajemství Velkého Vonta, poprvé 1986
- Budou se Stínadla bourat? (nebo též Kdo byl Jan Tleskač?), zamýšlený titul, který úmrtím spisovatele (1999) zůstal pouze v konceptu z roku 1994. Klíčové pasáže z něj koncem roku 2010 zveřejnil Miloš Dvorský ve své knize Mýtus zvaný Stínadla.[2]

## Závěrečný čtvrtý díl stínadelské historie
Samotný Foglar zamýšlený čtvrtý závěrečný díl stínadelské historie napsat nestihl. Nezávisle na něm se o to však pokusili dva jeho ctitelé:
- Červinka, Josef: Poselství ze Stínadel, prvně 80. léta 20. století. Text knihy byl samizdatově šířen ještě před tím, než vyšlo Foglarovo Tajemství Velkého Vonta jako nezávislý „3. díl“ Stínadel. Po vydání skutečného Foglarova třetího dílu Josef Červinka – Grifin své dílo přepsal a učinil z něj jakýsi vlastní „4. díl“ stínadelské ságy.

- Velinský, Jaroslav: Poslední tajemství Jana T., prvně 2003. Knihu napsal český spisovatel a trampský písničkář Jaroslav Velinský, známý také pod přezdívkou Kapitán Kid. I on si touto cestou dle vlastních slov splnil „dávný klukovský sen“ a napsal svůj vlastní „4., závěrečný“ díl stínadelské historie. Chystal se údajně i do „5. dílu“, mezitím však zemřel.[3]

Existují tedy dva na sobě nezávislé a Foglarem neautorizované „4. díly“. Mezi Foglarovými příznivci na ně panují různé názory. Vzhledem k tomu, že oba výše uvedení autoři jsou v komunitě Foglarových příznivců uznávanými osobnostmi, jsou ohlasy více méně shovívavé.

## Díla inspirovaná Foglarovou trilogii
Vedle výše uvedených knih vznikají pochopitelně i další literární pokusy, které se myšlenkou Stínadel inspirují. Samostatnou autorskou trilogií na Foglarova díla navázal český spisovatel Svatopluk Hrnčíř, který dokonce začal být označován za jednoho z pokračovatelů Jaroslava Foglara. Ve svých knihách však již nesleduje dění okolo Vontů, ale okolo Uctívačů ginkga. Kvalitní literární zpracování, originální zápletka i autorovo renomé zajišťují Hrnčířovým románům uznání,[zdroj?] byť dějovou linku i ducha původních Stínadel posouvá směrem, který do původního Foglarova stínadelského světa příliš nezapadá.
Vedle výše uvedených existují i pokusy o stínadelské romány (J. Hogan, V. Levý):
- Hogan, Jiří: Meč Vontů, 1999; jedná se o volný přepis Foglarovy Záhady hlavolamu[5]
- Václav Levý – Jiggi: Tajemství Stínadel, 2007 dostupné on-line
- Václav Levý – Jiggi: Mezi Vonty, 2008 dostupné on-line[6]

## Stínadla ve filmu
- Záhada hlavolamu 1969, devítidílný hraný televizní seriál, režie Hynek Bočan[7]
- Záhada hlavolamu 1993, celovečerní hraný film, režie Petr Kotek[8]
- Poselství ze Stínadel 1996, výrazně autobiografický amatérský hraný film na námět stejnojmenného románu Josefa Červinky – Grifina, režie Karel Hrivňák – Eskalík[9][10]

## Symboly Stínadel

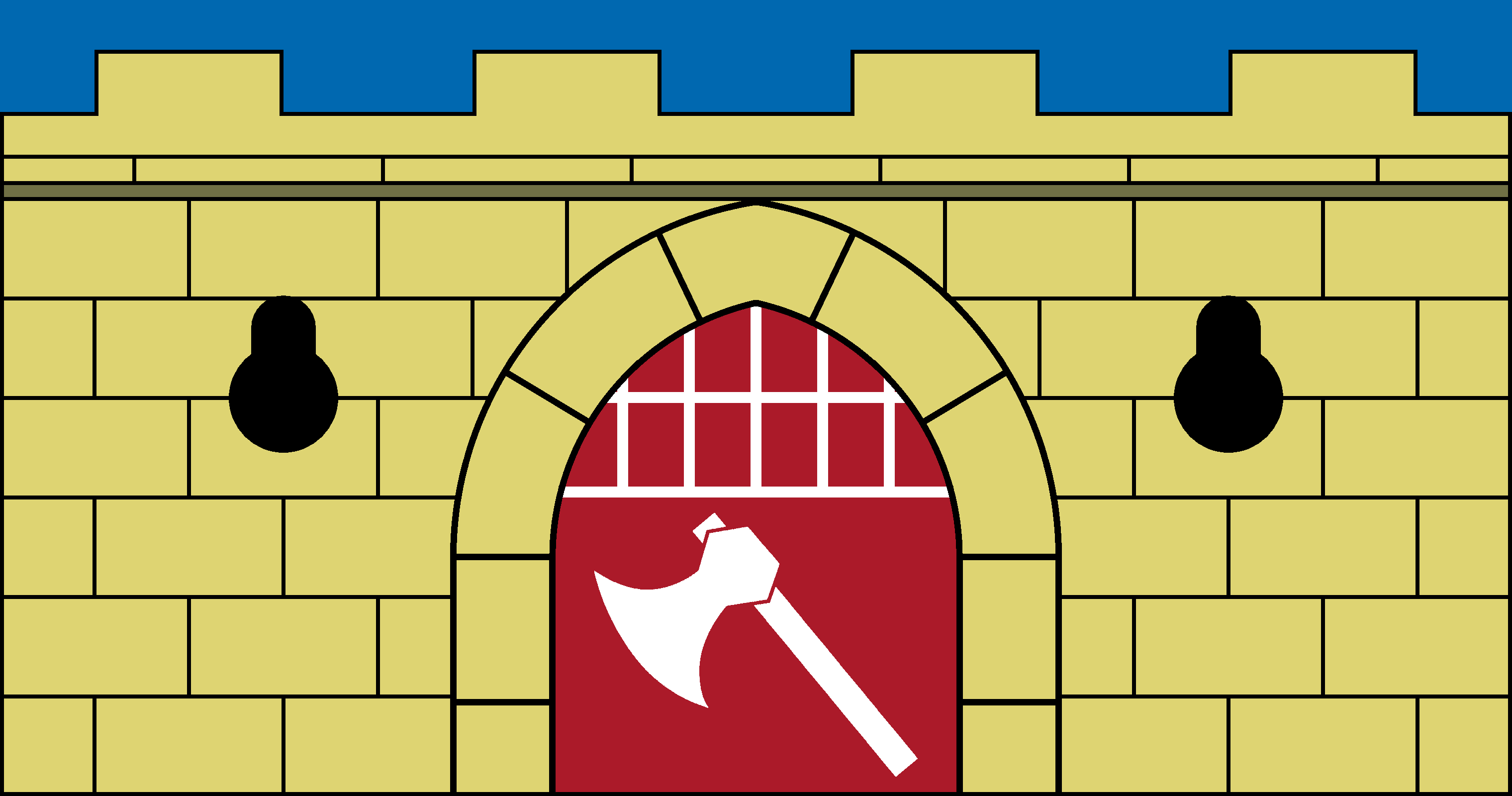
Vlajka Stínadel, jak byla vytvořena pro seriál z roku 1969.

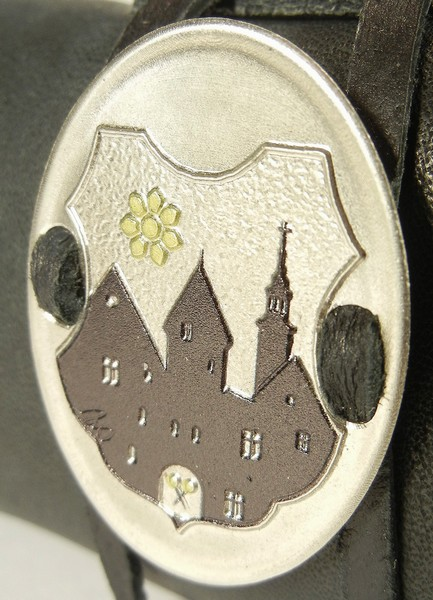
Znak Stínadel od Radka Micopulose.

Symbol stínadelské čtvrti byl poprvé zobrazen v černobílém seriálu z roku 1969, inspirovaném prvními dvěma díly stínadelské trilogie. Když Rychlé Šípy poprvé otevřou vonskou kroniku (3. díl seriálu) na první stránce je vyobrazena hradební zeď s bránou, zvednutou kovovou mříží a pod mříží v bráně je zobrazena sekera. Tento obraz ale není umístěn v žádném erbu ani jemu podobném tvaru. Během příběhu z kroniky o závěrečné bitvě mezi dvěma soupeřícími skupinami stínadelských chlapců (4. díl seriálu) je v centru bojiště na stožáru vlajka, která zobrazuje stejný symbol. Svým ztvárněním vlajka připomíná erbovní vlajku, kdy jsou erbovní prvky ze štítu převedeny na obdélník vlajky, bylo by tedy možné opačným procesem vytvořit znak stínadelské čtvrti. 
Tato vlajka je v seriálu použita i ve scéně po bitvě u příležitosti pohřbu zabitého Roberta Komoura. Část stolu, na který přinášejí stínadelští květiny, je rozprostřena právě tato vlajka. Na druhé části stolu se však nachází tmavý štít (tvarem připomínající spíše pavézu), na němž je zobrazena pouze bílá sekera.
Seriál nikterak tyto symboly neozřejmuje ani nepopisuje, není tak jasné, zda symbol hradební zdi s bránou a sekerou je zamýšlený jako symbol stínadelských chlapců (po sjednocení všech soupeřících skupin Vontů), nebo zda je to znak celé čtvrti. Totéž platí o druhém zobrazeném znaku, který by mohl být jak znakem celé čtvrti, tak i pouze symbolem té skupiny stínadelských chlapců, ke které náležel zabitý Robert Komour.
Vzhledem k tomu, že seriál je černobílý, není jasné, jaké barvy by jednotlivé elementy obou použitých symbolů měly mít.
V roce 2021 ztvárnil znak Stínadel Radek Micopulos. Znak kolorovaný do černých siluet křivolakých uliček a žlutých symbolů Stínadel – překřížených žlutých špendlíků a žlutého květu. Tento znak byl vyroben v podobě raženého kovového štítku doplňujícího Ježka v kleci Rival. Později byla s tímto motivem vydána i pamětní medaile z "nového stříbra".[zdroj?]

## Hledání fiktivních Stínadel v reálném světě
Od vydání první knihy o Stínadlech se mezi příznivci Foglarovy literatury spekuluje o tom, zda Stínadla skutečně existovala a kde se nacházela. Protože většinu života prožil Foglar v Praze, obecně se vždy předpokládalo, že staré lokality hlavního města (Nusle, V Jirchářích, Řásnovka a další) byly Foglarovou nejvýraznější literární inspirací. Od toho se také odvíjel vznik různých chlapeckých skupinek, které na Starém Městě pražském pod vlivem Foglarových románů po večerech hledaly dobrodružství, nebo zde přímo nějakou „vontskou“ organizaci založili. Podobná dobrodružství se však snažili podnikat i Foglarovi mladí čtenáři v jiných městech, kde žili.
Ucelený přehled poskytl však až Miloš Dvorský, který ve své knize Mýtus zvaný Stínadla. na základě studia archivních pramenů a srovnávání různých možných inspiračních zdrojů přehledně zdokumentoval a doložil, že Foglar se při psaní stínadelských opravdu inspiroval na několika konkrétních místech Staré Prahy. Pravděpodobným předobrazem Vontů jsou klukovské party z pražského Františku, přičemž se v románu objevuje i překvapivě mnoho atributů judaismu. Klub Rychlé šípy jsou podle Miloše Dvorského kombinací Foglarovy vlastní klukovské party z Vinohrad, zážitků Foglarova skautského oddílu, novinových výstřižků a vysněných ideálů. Má se za to, že vedle inspirace, kterou Foglar čerpal z vlastních dětských zážitků v Nuslích a na Vinohradech, z urbanistického hlediska i z hlediska tajemna se Foglar nechával (přímo i nepřímo) výrazně inspirovat nuznými ubikacemi obyvatel čtvrti Na Františku, bitkami místních hochů s chlapci od Petrského náměstí, důležitou roli hrál pro Foglara také zrušený kostel svaté Anny a v dílčí míře také snad fotografie tehdy již zbouraného pražského židovského ghetta.

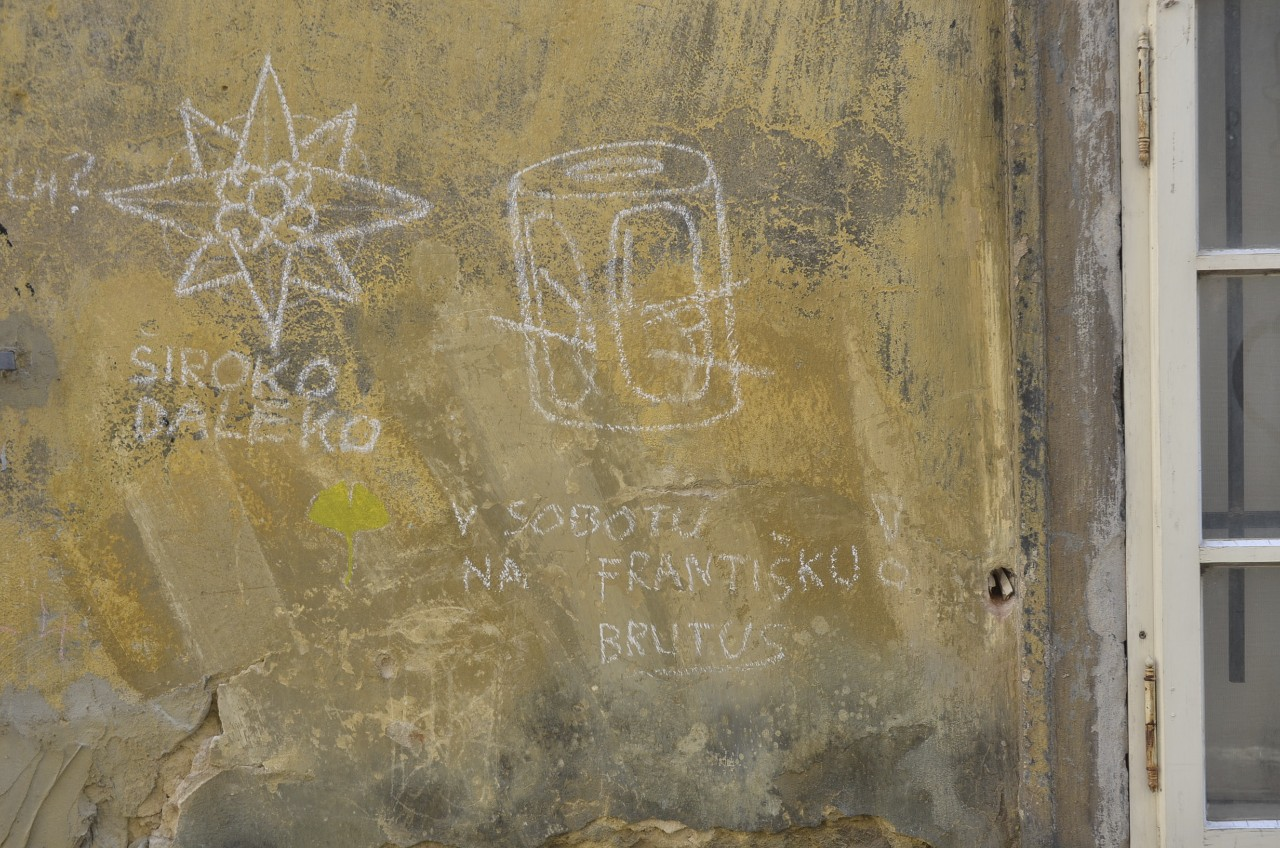
„Vontské“ nápisy se v Praze stále objevují. Tento u kostela sv. Anny.

Od vydání prvního stínadelského románu až dodnes se v uličkách staré Prahy průběžně objevují různé skupinky chlapců a dívek, kteří zde pozůstatky údajného vontského hnutí buď hledají, nebo si na Vonty hrají. V první polovině 50. let 20. století existovala na Starém Městě například klukovská parta zvaná Velká Obec Vontská (VOV), což byla i přes velký název malá partička místních chlapců. Několik takových zde působilo i v šedesátých a sedmdesátých letech 20. století. Nebývalý rozkvět zažila vontská organizace, která na Starém Městě působila od poloviny 80. letech 20. století a její dozvuky byly patrné ještě začátkem 90. let. Vontové hráli hry v jeho úzkých uličkách a chodci v zapomenutých zákoutích mohli číst křídou napsané vzkazy s vontskou tematikou. Vedle otevřeně „vontské“ organizace vznikla na Starém Městě koncem 80. let 20. století také konkurenční organizace zvaná Město a později i některé další znesvářené frakce (Druhá strana, Františkáni aj.). Zanikly však spolu s vontskou organizací.
Detailně a poutavě popisuje tyto postvontské skupinky kniha Mýtus zvaný Stínadla. Vontská organizace existuje do dnešní doby. Její příslušníci nosí na klopě tradiční žluté špendlíky a setkávají se v uličkách Starého Města. Objevují zapadlé kouty centra Prahy, zkoumají opuštěné domy, sklepy či půdy a křídou píší na stěny domů vontské nápisy, aby udrželi myšlenky a genius loci foglarovských knížek stále v povědomí lidí.
S ohlasy na Stínadla a Vonty ve formě různých nápisů a symbolů se na zdech pražských ulic lze doposud setkávat, například u kostela sv. Anny, v Řásnovce a v dříve bezejmenné uličce, která byla v září 2007 pojmenována Ve Stínadlech.
V Pořadu České televize Pokračování příště (díl Záhada hlavolamu) uvedl režisér seriálu z r. 1969, Hynek Bočan, že mu Jaroslav Foglar prozradil lokalitu Stínadel pro účely natáčení. Jednalo o uličky na Josefově (především Řásnovka), jako Rozdělovací třída pak posloužila ulice Revoluční.

## Stínadla, která v reálném světě existují (výběr)

### Podle historických popravišť
- ulice Stínadla a Ke Stínadlům, Ledeč nad Sázavou; tato oblast měla zřejmě jako jediná nepřímý vliv na Foglarovu tvorbu,[15]
- ulice Na Stínadlech, Písek
- ulice Na Stínadlech, Sedlčany
- ulice Na Stínadlech a fotbalový stadion Na Stínadlech, Teplice
- ulice U Stínadel, Pelhřimov

### Podle foglarovského námětu
- ulice Ve Stínadlech, Praha 1 (Do té doby bezejmenná pražská ulička byla takto nazvána v roce 2007 u příležitosti 100. výročí narození Jaroslava Foglara.)[16]
- ulice Ke Stínadlům, Dobříš; spolu s dalšími okolními ulicemi (Velkého Vonta, Jana Tleskače, Rychlých Šípů a Jaroslava Foglara) byla v roce 2014 pojmenována podle díla J. Foglara
- čtvrť Stínadla, Kuřim; nově vybudovaná čtvrť při vjezdu do Kuřimi ze směru od České, nachází se zde ulice pojmenované podle hlavních postav Foglarových knih-Červenáčkova, Metelkova, Bohoušova, Losnova apod.
- místo zvané Stínadla, Plzeň; novější zástavba rodinných domů na Lochotíně dostala označení po hrdinech stínadelské trilogie.[17] Po letech se název Stínadla objevuje i v mapách[18]